# 有声口蓋垂破擦音
有声口蓋垂破擦音（ゆうせい こうがいすい はさつおん）とは 有声口蓋垂破裂音[ɢ]と 有声口蓋垂摩擦音[ʁ]を合わせた 破擦音の一つである。
有声口蓋垂破擦音は、無声口蓋垂破擦音[q͡χ]の有声音バージョンであり、国際音声記号では[ɢ͡ʁ]と書く。

## 言語例
- エカリ語:gaati [ɢ͡ʁaːti][要出典]
- アクブァク語[要出典]